# Sage Type 3
Il Sage Type 3 fu un biplano da addestramento britannico della prima guerra mondiale, rimasto allo stadio di prototipo.

## Storia del progetto
Prima dello scoppio della prima guerra mondiale la Frederick Sage & Company era specializzata nell'allestimento di negozi e divenne famosa per l'alta qualità delle sue creazioni.
Nel 1916, l'Ammiragliato stipulò un contratto con la Frederick Sage & Co. di Peterborough, che era diventata un appaltatore per la costruzione di aeromobili per la Royal Navy, al fine di progettare e costruire un aereo da addestramento primario per il Royal Naval Air Service. Il velivolo doveva essere robusto, dotato di bassa velocità di atterraggio, e buona visibilità. L'ufficio tecnico della ditta sviluppò Type 3, che non fu riprodotto in serie.

## Descrizione tecnica
Il Sage Type 3 era biplano, con ali di uguale lunghezza, costruito in legno rinforzato con fili metallici, e rivestito in tela.
L'aereo era alimentato da un motore in linea a sei cilindri Rolls-Royce Hawk, raffreddato a liquido, della potenza di 75 hp (56 kW), azionante un'elica bipala del diametro di 2,4 m (8 ft).
Per evitare il ribaltamento dell'aereo durante l'atterraggio, era stato dotato di un paio di ruote aggiuntive davanti alle ruote principali del carrello.

## Impiego operativo
Il primo prototipo andò in volò per la prima volta il 5 gennaio 1917 e si dimostrò lento, anche per un addestratore. Il progetto venne modificato adottando superfici di coda più piccole e di peso ridotto, diventando il Tipo 3b (con il progetto originale retrospettivamente designato Tipo 3a). Le modifiche apportate migliorarono leggermente le prestazioni, tuttavia, dopo la costruzione di un secondo prototipo, il contratto venne annullato e i restanti aerei del contratto originale per 30 Type 3 non furono costruiti. Questo modello costituì la base per il successivo idrovolante Sage Type 4, di cui era stata ordinata la produzione, ma poi il contratto venne annullato a causa della fine della guerra.
Nel tentativo di salvare il progetto, il Type 3b fu dotato di supporti per quattro bombe da 20 libbre (9 kg), mentre una bomba antisommergibile da 65 libbre (29 kg) poteva essere sospesa sotto la fusoliera come opzione. Queste modifiche non suscitarono alcun interesse presso l'Ammiragliato britannico.

### Fonti
1. 1 2  Bruce 1957, p. 464.
2. 1 2 3 4 5 6 7 8 9  Уголок неба.
3. ↑  Bruce 1957, p. 463.
4. ↑  Uppendaun 2004, p. 69.
5. ↑  Bruce 1957, pp. 464-67.